# Сліпорід (село)
Сліпорі́д —  село в Україні, у Новооржицькій селищній громаді Лубенського району Полтавської області. Населення становить 53 осіб. Колишній орган місцевого самоврядування — Черевківська сільська рада.

## Географія
Село Сліпорід знаходиться на правому березі річки Сліпорід, вище за течією на відстані 1 км розташоване село Приймівщина, нижче за течією на відстані 1,5 км розташоване село Заріччя, на протилежному березі - село Черевки.

## Історія
12 червня 2020 року, відповідно до розпорядження Кабінету Міністрів України № 721-р «Про визначення адміністративних центрів та затвердження територій територіальних громад Полтавської області», село увійшло до складу Новооржицької селищної громади.

19 липня 2020 року, в результаті адміністративно - територіальної реформи та ліквідації Оржицького району, село увійшло до складу новоутвореного Лубенського району.
| Україна | Це незавершена стаття з географії України. Ви можете допомогти проєкту, виправивши або дописавши її. |

1. ↑  Про визначення адміністративних центрів та затвердження територій територіальних громад Полтавської області. Офіційний портал Верховної Ради України. Архів оригіналу за 9 листопада 2021. Процитовано 3 квітня 2021.
2. ↑  Постанова Верховної Ради України від 17 липня 2020 року № 807-IX «Про утворення та ліквідацію районів»